# Israel Simonsson Annala
Israel Simonsson Annala, född omkring 1650, död omkring 1710, var en svensk kyrkbyggare i C i Österbotten.
Israel Simonsson Annala har byggt åtminstone följande:
- 1694 Ijo gamla träkyrka (kyrkan och klockstapeln färdigställda 1754 antända av blixten 1942)